# Sporobolus stapfianus
Sporobolus stapfianus är en gräsart som beskrevs av Michel Gandoger. Sporobolus stapfianus ingår i släktet droppgräs, och familjen gräs. Inga underarter finns listade i Catalogue of Life.